# Randia echinocarpa
Randia echinocarpa là một loài thực vật có hoa trong họ Thiến thảo. Loài này được Moc. & Sessé ex DC. miêu tả khoa học đầu tiên năm 1830.